# Donald Hudson
El lugarteniente Donald Hudson (21 de diciembre de 1895 – 11 de junio de 1967) fue un as del vuelo norteamericano de la  Primera Guerra Mundial que contó con seis victorias aéreas. Tras la guerra, fue pionero de la aviación en Bolivia, llegando a convertirse en el primer aviador en volar a través de la Cordillera de los Andes.

## Primeros años
Donald Hudson nació el 21 de diciembre de 1895 en Topeka, Kansas, pero se consideraba un ciudadano de la Ciudad de Kansas, en Misuri.
Hudson sirvió en el 27.º Aero Escuadrón en  el último año de la guerra, reportó estar  allí como piloto de un  Nieuport 28 en 1917. No obtuvo una victoria hasta el  2 de julio de 1918, cuándo formó equipo  con John MacArthur y cuatro otros pilotos para destruir un par de Fokker D.VIIs. Hudson entonces había  cambiado su nave a un Spad XIII cuando el escuadrón fue reequipado. El 1 de agosto,  se convirtió un as , logrando tres victorias durante una patrullaje de protección con la ayuda de Jerry Vasconcells y otros dos pilotos. La acción le ganó una Cruz por Servicio Distinguido . Su última victoria  fue conseguida el 6 de octubre de 1918.

## Pionero de la aviación en América del Sur

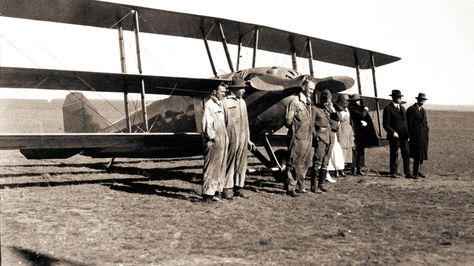
El avión boliviano Curtiss 18T Wasp. El tercero desde la izquierda parece ser Donald Hudson.

Tras la guerra, Hudson se convirtió en  instructor de la Fuerza Aérea Boliviana. Durante su estancia en América del Sur, se convirtió en el primer piloto en sobrevolar la Cordillera de Los Andes.
El Presidente de Bolivia, José Gutiérrez Guerra, Dr. instruyó al Dr. Julio Zamora, Secretario del Interior, que contratase a  Hudson para adquirir un triplano Curtiss 18T Wasp especialmente construido ;  puede haber sido   durante esta transacción que conocieran a Hudson. De cualquier manera, Hudson, su esposa Lorraine, y dos mecánicos: Robert Albough y Willan Birrem quienes acompañaron la Wasp desmontada cuando  llegó a La Paz vía ferrocarril de Chile el 20 de diciembre de 1919. Hudson fue designado como  como coronel de lugarteniente y contratado como piloto jefe de la recientemente establecida Escuela de Aviación.
Hudson empezó una serie de vuelos que batieron récords para su caso, su uso de la Wasp lo convirtió en  el único  piloto de triplano en la historia de América del Sur. El 17 de abril de 1920,  despegó de El Alto cerca de La Paz y voló a través de los Andes realizando el primer cruce aéreo de la Cordillera de Los Andes. Otro vuelo lo llevó al Lago Titicaca logrando un nuevo récord de altitud sudamericano de 8,294 metros (27, 211 pies) sobre el  nivel de mar.  Otro vuelo de alto nivel como ese, el 19 de mayo, resultó en que Hudson que aterrizara la Wasp con un pasajero mecánico que quedó inconsciente por el frío y la altitud.
En un vuelo entre Oruro y La Paz, Hudson chocó la Wasp  cerca de  Sica Sica. La destrucción del avión al  parecer acabó con su influencia, siendo investigado por las autoridades bolivianas y dándose término su contrato.

## Vida  tardía
El 11 de junio de 1967, en Fort Meade, Maryland, Donald Hudson falleció por las consecuencias de un golpe. Fue enterrado en  Cementerio Nacional de Arlington, en Arlington, Virginia.

## Legado
Un monumento al primer vuelo de Hudson a través del Andes fue erigido en La Paz.

## Premios y honores militares
Cruz de Servicio Distinguido (DSC por sus siglas en inglés)
Se le condecoró con la Cruz de Servicio Distinguido a Donald Hudson como Primer Lugarteniente (Servicio Aéreo), del Ejército de EE. UU., para la heroicidad extraordinaria en una acción cercana a Fere-en-Tardenois, Francia,  1 de agosto de 1918. Una patrulla de protección del cual Lugarteniente Hudson era un miembro  fue atacada por una formación grande de aviones  enemigos. El Primer Lugarteniente Hudson fue separado de la formación y forzado a disminuir su altitud  por cuatro aviones de enemigo (tipo Fokker ). Derribó uno, y esquivó los otros  tres, y lideró las líneas con la máquina averiada, pero fue atacado por dos aviones. Derribó ambos aviones por su gran determinación y perseverancia, obteniendo el éxito.